# Кулат (Павлодарская область)
Кулат (каз. Күлаат) — упразднённое село в Щербактинском районе Павлодарской области Казахстана. Упразднено в 2017 году. Входило в состав Галкинского сельского округа. Код КАТО — 556837400.

## Население
В 1999 году численность населения села составляла 98 человек (51 мужчина и 47 женщин). По данным переписи 2009 года в селе проживало 41 человек (21 мужчина и 20 женщин).